# Feng Rui
Feng Rui (en xinès tradicional: 馮銳; en xinès simplificat: 冯锐; en pinyin: Féng Ruì) àlies Feng Tai Ha (馮梯霞) i àlies Edmund E. Vong, una personalitat complexa, fou un buròcrata xinès que, malgrat tenir càrrecs només provincials a Guangdong i una carrera curta, va tenir un paper destacat en la construcció de l'economia nacional de la Xina abans de la Segona Guerra Mundial. A l'estranger va tenir una sòlida formació acadèmica (doctor per la Universitat de Cornell) i després va emprendre un viatge d'estudis per Europa. Els seus primers passos van ser a Guangzhou fins a arribar a ser director de l'”Oficina d' Agricultura i Boscos" (廣東省農林局長)(1931-1936) i supervisor del Monopoli del sucre en aquesta província. I va haver d'enfrontar-se a les tensions originades pel proteccionisme. Moltes de les importacions (ciment, medicaments, sucre blanc...) es convertien en productes empaquetats de marca xinesa. El paper de Feng va ser cabdal a l'hora de construir i protegir la indústria sucrera (les fàbriques de processament del sucre van sobreviure a la guerra civil i es van convertir en l'eix vertebrador de la reactivació industrial de Guangdong després de 1949 sota la República Popular de la Xina. Va desenvolupar fàbriques amb un mètode que limitava el fum de manera molt efectiva. Havia tingut el suport del general Chen Jitang que va dimitir el juliol de 1936 a causa de les seves rivalitats amb Chiang Kai-shek el qual va fer canvis en el govern provincial que va comptar amb la col·laboració de Feng. Va ser executat la tarda del 10 d'agost de 1936 acusat de corrupció (el professor de Singapur, Seung Joon Lee. en "Gourmets in the land of famine" indica el 9 de setembre). Personatge força desconegut a Occident, darrerament el seu cas ha estat investigat i sembla que va ser el boc expiatori en la lluita per accedir als mercats de la Xina i al ingressos fiscals.

## Context polític i econòmic
Encara que la Xina hagués aconseguit una autonomia aranzelària el 1929, la facultat de cobrar ingressos (o no) va ser un indicador del poder del govern central nacionalista. La província de Guangdong va obtenir un estatus especial durant el període de Nanjing (1927-1937) que li concedia força autonomia amb gran presència militar. Sota Chen Jitang la provincia costanera importava gran quantitat de béns lliures d'impostos (especialment del Japó). Per aquests motius, intervenir per controlar-los (també els recursos militars) era de gran interès per Chiang.
Les idees reformistes de Feng que implicaven, en els anys 30 del segle passat, la integració l'agricultura, la indústria i el comerç en un nou model de planificació econòmica amb el protagonisme de l'estat, una alternativa al model capitalista de l'època i destinada al desenvolupament econòmic de la Xina.